# Box-office France 1969
Cet article traite du box-office de 1969 en France.

## Les films de plus d'un million d'entrées
| Classement | Titre                           | Pays                                    | Réalisateur                                 | Box-office France  |
| ---------- | ------------------------------- | --------------------------------------- | ------------------------------------------- | ------------------ |
| 1.         | Il était une fois dans l'Ouest  |                                         | Sergio Leone                                | 14 862 764 entrées |
| 2.         | Le Cerveau                      |                                         | Gérard Oury                                 | 5 547 305 entrées  |
| 3.         | Le Clan des Siciliens           |                                         | Henri Verneuil                              | 4 821 585 entrées  |
| 4.         | Z                               |                                         | Costa-Gavras                                | 3 952 913 entrées  |
| 5.         | Hibernatus                      |                                         | Édouard Molinaro                            | 3 366 973 entrées  |
| 6.         | Un amour de Coccinelle          |                                         | Robert Stevenson                            | 3 197 689 entrées  |
| 7.         | Bullitt                         | Peter Yates                             | 3 054 612 entrées                           |                    |
| 8.         | Mon oncle Benjamin              |                                         | Édouard Molinaro                            | 2 722 179 entrées  |
| 9.         | La Piscine                      | Jacques Deray                           | 2 341 721 entrées                           |                    |
|            | Bambi (rep)                     |                                         | David Hand / James Algar / Samuel Armstrong | 2 300 000 entrées  |
| 10.        | More                            |                                         | Barbet Schroeder                            | 2 141 534 entrées  |
| 11.        | Tintin et le Temple du Soleil   |                                         | Raymond Leblanc / Eddie Lateste             | 2 113 230 entrées  |
| 12.        | Erotissimo                      |                                         | Gérard Pirès                                | 2 102 017 entrées  |
| 13.        | Au service secret de Sa Majesté |                                         | Peter Hunt                                  | 1 958 172 entrées  |
| 14.        | Easy Rider                      |                                         | Dennis Hopper                               | 1 838 678 entrées  |
| 15.        | La Horde sauvage                | Sam Peckinpah                           | 1 803 062 entrées                           |                    |
| 16.        | Les Quatre de l'Ave Maria       |                                         | Giuseppe Colizzi                            | 1 676 235 entrées  |
| 17.        | Quand les aigles attaquent      |                                         | Brian G. Hutton                             | 1 657 115 entrées  |
| 18.        | If...                           |                                         | Lindsay Anderson                            | 1 641 892 entrées  |
| 19.        | Les Chemins de Katmandou        |                                         | André Cayatte                               | 1 635 644 entrées  |
| 20.        | Le Diable par la queue          | Philippe de Broca                       | 1 620 703 entrées                           |                    |
| 21.        | La Grosse Pagaille              |                                         | Steno                                       | 1 548 978 entrées  |
| 22.        | La Bataille d'Angleterre        |                                         | Guy Hamilton                                | 1 538 779 entrées  |
| 23.        | Macadam Cowboy                  |                                         | John Schlesinger                            | 1 495 986 entrées  |
| 24.        | L'Armée des ombres              |                                         | Jean-Pierre Melville                        | 1 401 822 entrées  |
| 25.        | Un homme qui me plaît           |                                         | Claude Lelouch                              | 1 391 524 entrées  |
| 26.        | Une veuve en or                 |                                         | Michel Audiard                              | 1 315 387 entrées  |
| 27.        | La Vie, l'Amour, la Mort        |                                         | Claude Lelouch                              | 1 312 749 entrées  |
| 28.        | Satyricon                       |                                         | Frederico Fellini                           | 1 298 870 entrées  |
| 29.        | L'Or de MacKenna                |                                         | J. Lee Thompson                             | 1 288 609 entrées  |
| 30.        | La Religieuse de Monza          |                                         | Eriprando Visconti                          | 1 231 336 entrées  |
| 31.        | La Sirène du Mississipi         |                                         | François Truffaut                           | 1 221 027 entrées  |
| 32.        | La Fiancée du pirate            |                                         | Nelly Kaplan                                | 1 166 475 entrées  |
| 33.        | Funny Girl                      |                                         | William Wyler                               | 1 160 549 entrées  |
| 34.        | Les Bérets verts                | John Wayne / Ray Kellogg / Mervyn LeRoy | 1 130 514 entrées                           |                    |
| 35.        | Que la bête meure               |                                         | Claude Chabrol                              | 1 092 910 entrées  |
| 36.        | Jeff                            |                                         | Jean Herman                                 | 1 074 600 entrées  |
| 37.        | Théorème                        |                                         | Pier Paolo Pasolini                         | 1 022 237 entrées  |
| 38.        | Ma nuit chez Maud               |                                         | Éric Rohmer                                 | 1 019 987 entrées  |

## Box-office par semaine
| #  | Semaine                           | Film no 1                      | Pays            | Entrées         |
| -- | --------------------------------- | ------------------------------ | --------------- | --------------- |
| 1  | 1er janvier au 7 janvier 1969     | Le Livre de la jungle          |                 | 471 708 entrées |
| 2  | 8 janvier au 14 janvier 1969      | Le Gendarme se marie           |                 | 291 027 entrées |
| 3  | 15 janvier au 21 janvier 1969     | Le Gendarme se marie           | 288 185 entrées |                 |
| 4  | 22 janvier au 28 janvier 1969     | Le Gendarme se marie           | 226 541 entrées |                 |
| 5  | 29 janvier au 4 février 1969      | Le Gendarme se marie           | 199 670 entrées |                 |
| 6  | 5 février au 11 février 1969      | Le Gendarme se marie           | 172 033 entrées |                 |
| 7  | 12 février au 18 février 1969     | Le Livre de la jungle          |                 | 257 951 entrées |
| 8  | 19 février au 25 février 1969     | Le Livre de la jungle          | 307 317 entrées |                 |
| 9  | 26 février au 4 mars 1969         | La Piscine                     |                 | 207 215 entrées |
| 10 | 5 mars au 11 mars 1969            | La Piscine                     | 147 513 entrées |                 |
| 11 | 12 mars au 18 mars 1969           | Le Cerveau                     | 239 592 entrées |                 |
| 12 | 19 mars au 25 mars 1969           | Le Cerveau                     | 408 013 entrées |                 |
| 13 | 26 mars au 1er avril 1969         | Le Cerveau                     | 469 056 entrées |                 |
| 14 | 2 avril au 8 avril 1969           | Le Cerveau                     | 543 665 entrées |                 |
| 15 | 9 avril au 15 avril 1969          | Le Cerveau                     | 343 031 entrées |                 |
| 16 | 16 avril au 22 avril 1969         | Le Cerveau                     | 245 045 entrées |                 |
| 17 | 23 avril au 29 avril 1969         | Le Cerveau                     | 241 692 entrées |                 |
| 18 | 30 avril au 6 mai 1969            | Le Cerveau                     | 222 296 entrées |                 |
| 19 | 7 mai au 13 mai 1969              | Le Cerveau                     | 135 730 entrées |                 |
| 20 | 14 mai au 20 mai 1969             | Z                              |                 | 131 623 entrées |
| 21 | 21 mai au 27 mai 1969             | Z                              | 173 888 entrées |                 |
| 22 | 28 mai au 3 juin 1969             | Z                              | 158 090 entrées |                 |
| 23 | 4 juin au 10 juin 1969            | Z                              | 148 527 entrées |                 |
| 24 | 11 juin au 17 juin 1969           | If....                         |                 | 122 475 entrées |
| 25 | 18 juin au 24 juin 1969           | If....                         | 116 636 entrées |                 |
| 26 | 25 juin au 1er juillet 1969       | La Sirène du Mississipi        |                 | 88 552 entrées  |
| 27 | 2 juillet au 8 juillet 1969       | La Sirène du Mississipi        | 68 057 entrées  |                 |
| 28 | 9 juillet au 15 juillet 1969      | Erotissimo                     | 65 988 entrées  |                 |
| 29 | 16 juillet au 22 juillet 1969     | Le Gendarme se marie           | 56 122 entrées  |                 |
| 30 | 23 juillet au 29 juillet 1969     | Erotissimo                     | 69 419 entrées  |                 |
| 31 | 30 juillet au 5 août 1969         | Z                              |                 | 53 868 entrées  |
| 32 | 6 août au 12 août 1969            | Z                              | 60 352 entrées  |                 |
| 33 | 13 août au 19 août 1969           | Le Gendarme se marie           |                 | 117 910 entrées |
| 34 | 20 août au 26 août 1969           | Le Cerveau                     | 80 895 entrées  |                 |
| 35 | 27 août au 2 septembre 1969       | Erotissimo                     | 91 145 entrées  |                 |
| 36 | 3 septembre au 9 septembre 1969   | Il était une fois dans l'Ouest |                 | 97 600 entrées  |
| 37 | 10 septembre au 16 septembre 1969 | Le Cerveau                     |                 | 115 018 entrées |
| 38 | 17 septembre au 23 septembre 1969 | Il était une fois dans l'Ouest |                 | 131 535 entrées |
| 39 | 24 septembre au 30 septembre 1969 | La Bataille d'Angleterre       |                 | 234 339 entrées |
| 40 | 1er octobre au 7 octobre 1969     | La Bataille d'Angleterre       | 145 434 entrées |                 |
| 41 | 8 octobre au 14 octobre 1969      | Il était une fois dans l'Ouest |                 | 127 122 entrées |
| 42 | 15 octobre au 21 octobre 1969     | Hibernatus                     |                 | 132 907 entrées |
| 43 | 22 octobre au 28 octobre 1969     | Hibernatus                     | 301 369 entrées |                 |
| 44 | 29 octobre au 4 novembre 1969     | Hibernatus                     | 386 171 entrées |                 |
| 45 | 5 novembre au 11 novembre 1969    | Hibernatus                     | 310 229 entrées |                 |
| 46 | 12 novembre au 18 novembre 1969   | Hibernatus                     | 149 416 entrées |                 |
| 47 | 19 novembre au 25 novembre 1969   | Il était une fois dans l'Ouest |                 | 111 712 entrées |
| 48 | 26 novembre au 2 décembre 1969    | La Horde sauvage               |                 | 111 354 entrées |
| 49 | 3 décembre au 9 décembre 1969     | Le Clan des Siciliens          |                 | 98 986 entrées  |
| 50 | 10 décembre au 16 décembre 1969   | Bambi (ressortie)              |                 | 95 504 entrées  |
| 51 | 17 décembre au 23 décembre 1969   | Le Clan des Siciliens          |                 | 307 578 entrées |
| 52 | 24 décembre au 31 décembre 1969   | Le Clan des Siciliens          | 549 660 entrées |                 |